# X-Mickey
X-Mickey è stata una rivista a fumetti di periodicità mensile pubblicata dalla The Walt Disney Company Italia a partire dal maggio 2002, nel formato classico dei fumetti statunitensi. La numerazione degli albi procedeva in ordine inverso (il primo numero reca in copertina il numero 1000, il secondo 999 e così seguendo fino all'ultimo numero 971). La "X" di X-Mickey, trae spunto ed è molto simile a quella della celebre e tenebrosa saga di X-Files.
Dal 2016 il seguito della saga è stata ripresa su Topolino.

## Trama
Topolino scopre che esiste una dimensione parallela chiamata Il Mondo dell'Impossibile, e dopo una turbolenta prima avventura ne seguono altre, tutte incentrate sul tema del gotico senza rinunciare a un immancabile umorismo. Tra i personaggi principali che popolano la dimensione parallela oggetto del fumetto, si ricordano Pipwolf, un alter ego mannaro di Pippo. Poco ligio alle regole, Pipwolf studia (o meglio, dovrebbe perché il più delle volte tende a mettere da parte i libri) per diventare un accompagnatore cioè una guida ufficiale del Mondo dell'impossibile per i viaggiatori terrestri. Anche se ciò è contro le regole, si auto incarica accompagnatore ufficiale di Topolino, cosa che li porterà a vivere numerose avventure e pericoli. Poi troviamo Manny, una versione dark di Minni. Anche se appare fredda e severa con molte persone, Manny nasconde un animo buono, dolce, gentile, leale e coraggioso.
Nel fumetto si trova anche il locale "Il topo bianco", locale situato nel quartiere vittoriano di Topolinia. Il gestore di questo locale è Sentinel, di cui non si vede mai la faccia; in questo bar si ritrovano anche degli amici di Pipwolf, quali: Ice, un pupazzo di neve, che fa coppia con Cugino Hobi.
In questo bar, il cameriere DuePiedi, serve su ordine del misterioso barista Sentinel, i menu (Menu per Accompagnatori, quello servito a Pipwolf e Topolino nella prima storia, e quello per "Avventori Normali").
Un altro amico di Pipwolf e Topolino è Toppersby, un antiquario (ex accompagnatore) che ha un negozio, La Bottega degli Errori, pieno di oggetti, alcuni parlanti, che riportano strane statistiche. Toppersby ha anche il dono di sapere la storia degli oggetti toccandoli, come rivela nella prima storia toccando il portacipria di Minni.
Un altro personaggio è Marzabar, il postino di fiducia di Topolino. Marzabar arriva di mattino presto a casa di Topolino, e mentre commenta delle riviste di fantascienza, mangia i suoi cereali preferiti (al mango).

## Elenco dei volumi
| Data           | Numero  | Titoli                     |
| -------------- | ------- | -------------------------- |
| Maggio 2002    | 1000/01 | Nello specchio             |
| Giugno 2002    | 999/02  | La contesa                 |
| Luglio 2002    | 998/03  | Tredicesimo piano          |
| Agosto 2002    | 997/04  | Il giorno dei dimentiratti |
| Settembre 2002 | 996/05  | Prima che sia giorno       |
| Ottobre 2002   | 995/06  | La giostra                 |
| Novembre 2002  | 994/07  | Dietro la maschera         |
| Dicembre 2002  | 993/08  | Trema, Mostropoli!         |
| Gennaio 2003   | 992/09  | Regalo di Natale           |
| Febbraio 2003  | 991/10  | Buh! Da Horror City        |
| Marzo 2003     | 990/11  | Una sera al topo bianco    |
| Aprile 2003    | 989/12  | Senza fine                 |
| Maggio 2003    | 988/13  | Il cuore di Krimold        |
| Giugno 2003    | 987/14  | La notte del lupo          |
| Luglio 2003    | 986/15  | Il giocattolaio            |
| Agosto 2003    | 985/16  | L'albergo delle ombre      |
| Settembre 2003 | 984/17  | L'illusionista             |
| Ottobre 2003   | 983/18  | Nel varco proibito         |
| Novembre 2003  | 982/19  | Maravillia Park            |
| Dicembre 2003  | 981/20  | Mai da solo                |
| Gennaio 2004   | 980/21  | La strada della paura      |
| Febbraio 2004  | 979/22  | La casa infinita           |
| Marzo 2004     | 978/23  | Foto di gruppo con vampiro |
| Aprile 2004    | 977/24  | Il mondo scomparso         |
| Maggio 2004    | 976/25  | Arrivano di notte          |
| Giugno 2004    | 975/26  | Fuori servizio             |
| Luglio 2004    | 974/27  | Guardami negli occhi       |
| Agosto 2004    | 973/28  | Ultimo treno               |
| Settembre 2004 | 972/29  | Horror Mall                |
| Ottobre 2004   | 971/30  | Gran finale                |

## Seguito
Le storie di Pipwolf hanno trovato posto per un po' di tempo sulle pagine di Topolino, come nel numero 2762 con Pipwolf e il caso dell'incantesimo linguistico e nel numero 2763 con Pipwolf e la leggenda del nero.
- 2626 - A volte ritorna
- 2628 - Il mistero di villa Templeton
- 2630 - La sfida del pagliaccio che ride
- 2632 - Il cacciatore della notte
- 2762 - Il caso dell'incantesimo linguistico
- 2763 - La leggenda del nero

## Il rilancio
Le nuove storie di X-Mickey sono state rilanciate su Topolino, che ogni dieci numeri ne pubblica una storia. Essa esce in contemporanea con Legendary Collection, la rivista che ristampa i vecchi numeri della saga.
- 3154 - Scomparsi nel nulla
- 3164 - Terrore sulla strada
- 3172 - La bella e la mummia
- 3182 - Sogni d'horror
- 3186 - La verde signora
- 3215 - Servizio pubblico

## X-Mickey: Mestieri impossibili
Infine è stata pubblicata una miniserie di poche pagine su Topolino.
- 3171 - L'agente immobiliare
- 3171 - Il taxista
- 3198 - L'animatore
- 3207 - Il venditore
- 3224 - L'estetista
- 3233 - L'ospite televisivo

## Ristampe
The Walt Disney Company Italia
Nel 2006 The Walt Disney Company Italia ristampa i primi 6 numeri (1000/01 - 995/06) da maggio a settembre; la ristampa viene però interrotta. 
Panini Comics
Dal 2016 al 2019 la Panini Comics ristampa integralmente tutte le storie di X-Mickey comprese quelle brevi tranne le miniserie Chiedilo a Pipwolf, sulla testata Disney Legendary Collection in 12 volumi nei numeri dal 10 al 19 e 23-24 (gli ultimi due in formato doppio con titolo Disney Legendary Collection Extra).
| Volume                                 | Data              | Titolo      | X-Mickey         |
| -------------------------------------- | ----------------- | ----------- | ---------------- |
| Disney Legendary Collection 10         | 20 aprile 2016    | X-Mickey 1  | 1000/01 - 999/02 |
| Disney Legendary Collection 10 Variant | 22 luglio 2016    | X-Mickey 1  | 1000/01 - 999/02 |
| Disney Legendary Collection 11         | 10 luglio 2016    | X-Mickey 2  | 998/03 - 997/04  |
| Disney Legendary Collection 12         | 10 settembre 2016 | X-Mickey 3  | 996/05 - 995/06  |
| Disney Legendary Collection 13         | 10 novembre 2016  | X-Mickey 4  | 994/07 - 993/08  |
| Disney Legendary Collection 14         | 10 gennaio 2017   | X-Mickey 5  | 992/09 - 991/10  |
| Disney Legendary Collection 15         | 10 marzo 2017     | X-Mickey 6  | 990/11 - 989/12  |
| Disney Legendary Collection 16         | 10 maggio 2017    | X-Mickey 7  | 988/13 - 987/14  |
| Disney Legendary Collection 17         | 10 luglio 2017    | X-Mickey 8  | 986/15 - 985/16  |
| Disney Legendary Collection 18         | 10 settembre 2017 | X-Mickey 9  | 984/17 - 983/18  |
| Disney Legendary Collection 19         | 10 novembre 2017  | X-Mickey 10 | 982/19 - 981/20  |
| Disney Legendary Collection Extra 23   | 26 aprile 2019    | X-Mickey 11 | 980/21 - 975/25  |
| Disney Legendary Collection Extra 24   | novembre 2019     | X-Mickey 12 | 975/26 - 971/30  |